# Druy-Parigny
Druy-Parigny är en kommun i departementet Nièvre i regionen Bourgogne-Franche-Comté i de centrala delarna av Frankrike. Kommunen ligger i kantonen La Machine som tillhör arrondissementet Nevers. År 2022 hade Druy-Parigny 303 invånare.

## Befolkningsutveckling
Antalet invånare i kommunen Druy-Parigny
| Referens: INSEE |